# Georges Kiejman
Georges Kiejman (Parigi, 12 agosto 1932 – Parigi, 9 maggio 2023) è stato un avvocato, politico e attore francese.

## Biografia
Nacque da una modesta famiglia di artigiani israeliti originari della Polonia. Il padre, deportato insieme a una sorella durante l'occupazione nazista di Parigi, perse la vita nei campi di sterminio. Si laureò in giurisprudenza all'università della Sorbona di Parigi e si specializzò successivamente in diritto pubblico. 
Avvocato dal 1953, si dedicò prevalentemente al campo penale e al diritto d'autore, e annoverò tra i suoi clienti Pierre Goldman, Roland Barthes, Jean Genet, Eugene Ionesco, François Truffaut, Jacques Rivette, Costantin Costa-Gavras, Jean-Luc Godard, Roman Polanski, Nicolas Sarkozy in occasione del suo divorzio dalla seconda moglie Cécilia, Jacques Chirac nel processo per le assunzioni fittizie al Comune di Parigi, i genitori di Marie Trintignant parte civile nel processo per l'omicidio di quest'ultima, i genitori dello studente Malik Oussekin ucciso dalla polizia il 6 dicembre 1986, la famiglia di Mohamed Oufkir, e Liliane Bettencourt nella causa intentata dalla figlia Françoise Bettencourt-Meyer. Fu anche il legale de La Nouvelle Revue française, dei Cahiers du cinéma, di Charlie Hebdo. 

### Attività politica
Dal 1962 fu uno degli uomini più vicini a Pierre Mendès France, cui seguirà l'itinerario politico nel Partito socialista unificato (PSU). Alle elezioni presidenziali del 1974 e del 1981 sostenne la candidatura del socialista François Mitterrand, di cui resterà intimo amico fino alla fine. Dal 1983 al 1985 fu consigliere di amministrazione della fondazione Saint-Simon e dal 1985 al 2004 della fondazione France Libertés promossa da Danielle Mitterrand. Dal 1985 al 1990 fu vice presidente della Società dei lettori del quotidiano Le Monde; nel 2006 fu consigliere di amministratore del quotidiano Libération. Dal 1985 fu consigliere dell'istituto Pierre Mendès France.
Nell'estate del 1990 presentò al Conseil Supérieur de l'Audiovisuel (CSA) la sua candidatura per la presidenza unica di Antenne 2-France 3, ma non fu eletto.
Il 2 ottobre 1990, in occasione del terzo rimpasto del governo di Michel Rocard, fu nominato ministro delegato alla Giustizia, con l'incarico di seguire le riforme del codice penale e dei codici di rito civile, societario e penale. Nel successivo governo di Edith Cresson (15 maggio 1991 - 2 aprile 1991) fu ministro delegato alla Comunicazione, e nel governo di Pierre Bérégovoy (2 aprile 1992 - 29 marzo 1993) fu ministro delegato agli Esteri, con la responsabilità dei francesi all'estero.

### Attività cinematografica e televisiva
Fu l'ideatore di un programma televisivo, Vive le cinéma, soppresso nel 1973 a causa del clima repressivo allora in atto presso l'ORTF. Come attore, recitò in diversi film, ad esempio L'harmonie familiale (2013) e Belle du Seigneur (2012).
È stato interpretato da Arthur Harari nel film Il caso Goldman (2023).

## Vita privata
Rispettato da colleghi e magistrati, Georges Kiejman era un uomo elegante, colto e si esprimeva in un francese forbitissimo. Per un breve periodo fu il compagno di Françoise Giroud. Fu sposato in seconde nozze con l'attrice Marie-France Pisier. La sua ultima moglie fu la giornalista televisiva Laure Debreuil, al secolo Laure de Broglie, esponente di una illustre famiglia dell'aristocrazia francese.